# 五河県
五河県（ごか-けん）は、中華人民共和国安徽省蚌埠市に位置する県。

## 行政区画
- 鎮:城関鎮、新集鎮、小渓鎮、双忠廟鎮、小圩鎮、東劉集鎮、頭鋪鎮、大新鎮、武橋鎮、朱頂鎮、澮南鎮、申集鎮
- 郷:沱湖郷
- 民族郷:臨北回族郷